# Tratado de Wedmore

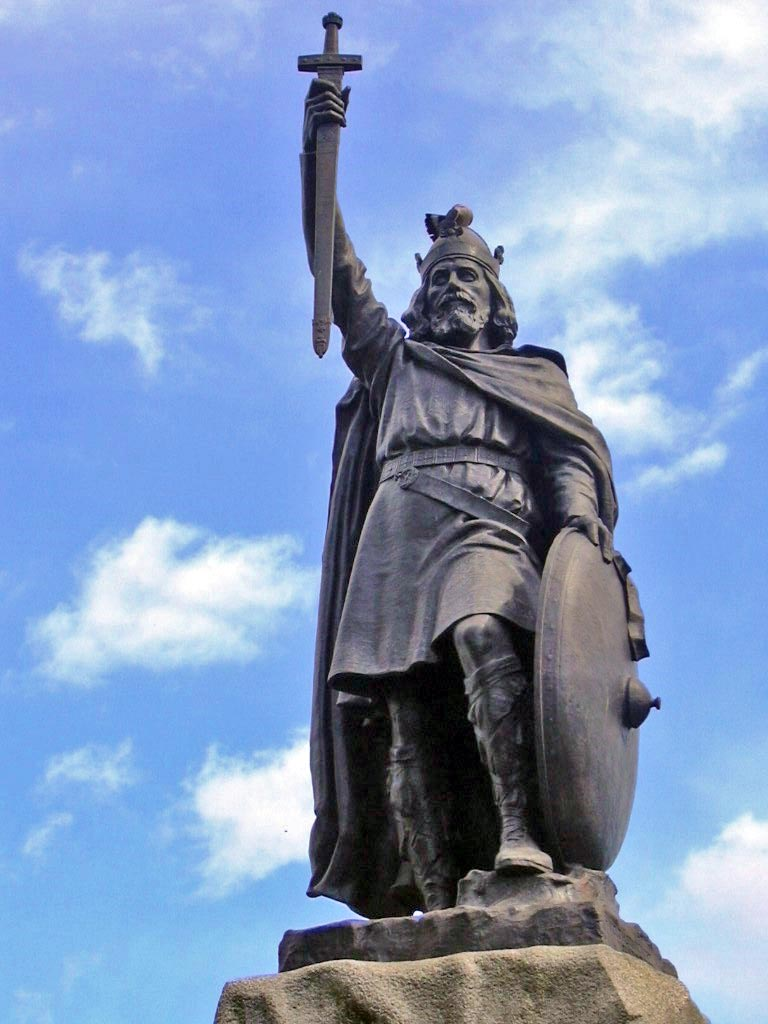
Estatua de Alfredo el Grande en Winchester.

El Tratado de Wedmore es un evento referido por el erudito Asser en su «Vida de Alfredo», resumiendo cómo el líder vikingo Guthrum fue bautizado por Alfredo rey de Wessex y aceptó a este como su padre adoptivo.

## Malentendido y confusión

Mala interpretación de «tratado».